# Palazzo dell'Arco Pretorio
Il Palazzo dell'Arco Pretorio è un palazzo tardo-medievale della città di Barletta. Costruito nel corso del XV secolo, fu sede del capitano di giustizia (dal 1473) e del Governatorato Spagnolo su Puglia e Calabria (1501-1503).

## Storia
Il palazzo fu presumibilmente costruito da Francesco de Armis per ospitare la massima assise cittadina, oltre a simboleggiare il potere regio nella città di Barletta. Fu innalzato nella parte centrale della città, tra il moderno teatro Curci e l'antica piazza del Paniere del Sabato, ove si svolgeva il grande mercato settimanale. Agli inizi del 1500 ospitò il Governatorato spagnolo per la Puglia e la Calabria e venne successivamente acquisito dalla Municipalità per farne la sede del podestà.

## Descrizione
Il palazzo è caratterizzato dalla presenza dell'arco che ne costituisce la struttura portante, unico esempio di questo tipo di architettura nella regione. L'edificio, si articola su due piani e presenta una facciata in pietra bianca con un grande arco a tutto sesto al centro, che costituisce l'ingresso principale. Sopra l'arco è presente un grande balcone con una ringhiera in ferro battuto.
Nel corso dei secoli, l'edificio ha subito alcune trasformazioni e rimaneggiamenti. Pregevole è il solaio ligneo del primo piano.